# Marie Panckow
Marie Panckow (* 24. August 1836 in Berlin; † 9. Januar 1903 ebenda; geb. Lange, verw. Panckow, verw. Lichtwerck, verw. Vobach) war eine von wenigen Frauen, die der im 19. Jahrhundert als Stadt- und Architekturfotografinnen tätig waren.

## Lebensweg

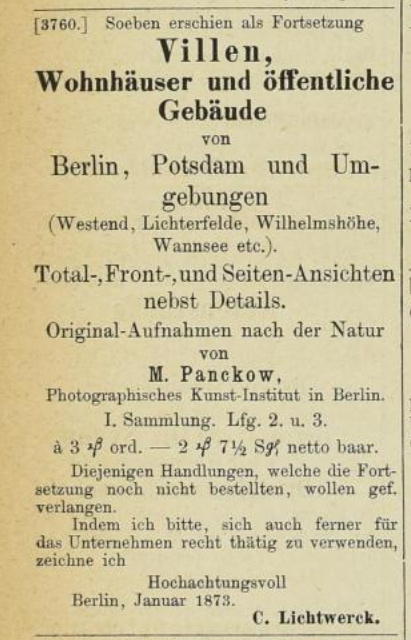
Anzeige für die Photographien-Mappe „Villen, Wohnhäuser und öffentliche Gebäude von Berlin, Potsdam und Umgebung“ vom Photographischen Kunst-Institut Berlin M. Panckow, im Börsenblatt für den Deutschen Buchhandel Nr. 23, 29. Januar 1873, S. 364

Die unehelich geborene Marie Henriette Eleonora Lange heiratete 1861 den Fotografen Adolph Panckow (gest. 1873), der ein Atelier in Berlin in der Neuen Roßstraße 8 hatte. Zwei Jahre später, also 1863, gründete Adolph Panckow ein „Photographisches Kunst- und Verlags-Institut“ mit Sitz zunächst in der Invalidenstraße 68, ab 1864 in der Friedrichstraße 207. Marie und Adolph Panckow bekamen 1866 einen Sohn.
Marie Panckow erlernte das Fotografenhandwerk vermutlich bei ihrem ersten Mann Adolph. Sie führte das Institut ab 1870 unter dem Namen „M. Panckow“ weiter und verlegte es in die Strausberger Straße 51 in der Stralauer Vorstadt. Unter dieser Adresse bestand das Atelier offenbar von 1870 bis 1883. Offenbar ist der Inhabername des Ateliers „M. Panckow“ verschiedentlich als „Max Panckow“ fehlinterpretiert worden.
Marie Panckow war – wenn auch nur kurze Zeit – neben Emma Planck und Laura Bette eine der im 19. Jahrhundert sehr wenigen Frauen, die sich als Stadt- und Architekturfotografinnen etablierten. Sie annoncierte 1872, dass sie ihre Kollektion von 200 Original-Fotografien, bestehend aus „Facaden- und Detail-Aufnahmen“ von öffentlichen und privaten Gebäuden im Architekten-Verein und in drei Kunsthandlungen zu Preisen von 20 Silbergroschen je Blatt zur Subskription ausgelegt habe. Ihre Albuminpapierabzüge, die meisten etwa 20 × 26 cm groß, zeigen neben Sehenswürdigkeiten aus Berlin und Potsdam meist Neubauten der 1860er und 1870er Jahre, oft im gerade erst fertiggestellten Zustand. Für einen großen Teil dieser Fotografien darf behauptet werden, dass es sich bei ihnen um die einzigen überlieferten Ansichten der betreffenden Gebäude handelt.
1873 starb Maries erster Ehemann Adolph Panckow. Im Jahr darauf, 1874, heiratete Marie Panckow den Verleger Carl Lichtwerck (ca. 1838–1882), der ein Jahr später, also 1875, als Inhaber ihres Fotogeschäfts firmierte. Marie Panckow beendete zu dieser Zeit offenbar ihre Berufstätigkeit als Fotografin und Fotoverlegerin.
Marie Panckow heiratete 1883, ein Jahr nach dem Tod ihres zweiten Ehemannes Carl Lichtwerck, noch ein drittes Mal, und zwar den Kaufmann August Vobach (1830–1887), den sie ebenfalls überlebte. Sie starb 1903 im Alter von 66 Jahren.
Das Fotoatelier Panckow übernahm im Jahr 1883 ein(e) F. Gebhardi.

## Fotos von M. Panckow
- Berlinische Galerie, Fotos von M. Panckow, https://sammlung-online.berlinischegalerie.de/eMP/eMuseumPlus?service=direct/1/ResultListView/result.t2.artist_list.$TspTitleLink$0.link&sp=10&sp=Sartist&sp=SfieldValue&sp=0&sp=0&sp=3&sp=SsimpleList&sp=0&sp=Sdetail&sp=0&sp=F&sp=T&sp=0 ; https://sammlung-online.berlinischegalerie.de:443/eMP/eMuseumPlus?service=ExternalInterface&module=artist&objectId=11864&viewType=detailView
- bpk Bildagentur, Bildportal der Kultureinrichtungen, „Max Panckow“, https://www.bpk-bildagentur.de/shop?EVENT=WEBSHOP_SEARCH&SEARCHMODE=NEW&ENHANCED_PHOTOGRAPHER=Max+Panckow
- akg Images (ehemals: „Archiv für Kunst und Geschichte“), „Max Panckow“, https://www.akg-images.de/Explore/Tag/MAX-PANCKOW
- Das Staedel-Museum hat seinem Jahresbericht 2016 zufolge etwa zwei Dutzend Fotografien des Ateliers Panckow als Schenkung von Manfred Heiting erworben, https://newsroom.staedelmuseum.de/system/files_force/field/file/2017/jahresbericht_2016.pdf